# ホラアナグマ
ホラアナグマまたはドウクツグマ（洞穴熊、学名：Ursus spelaeus）は、既に絶滅したクマ科の動物であり、更新世後期（氷期）のヨーロッパ､アジア南西部に生息していた。洞窟の中で骨が見つかることからその名がついた。

## 発見
ホラアナグマの骨格は、1774年にヨハン・フリードリッヒ・エスペルによって最初に発表された。エスペルは、ホラアナグマがホッキョクグマの仲間と仮定したが、後に改められた。化石は豊富に発掘されたため、第一次世界大戦の間に、リン酸塩の原料として大量に消費された。

## 生態

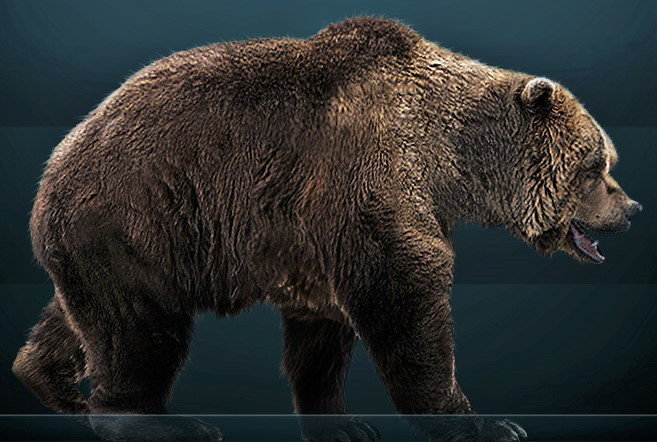
想像図

全体的にヒグマに近い骨格を持ち、上腕骨はホッキョクグマと、雄の大腿骨はコディアックヒグマと、雌の大腿骨はホッキョクグマと近いサイズであった。とくに体重に性的二形が見られ、雄の体重が平均で350 - 600キログラム、雌が平均で225 - 250キログラムであったとされる。推定体重が1トンに達する個体達も発見されており、現生の最大級のクマに匹敵する大きさを持つ。間氷期の個体は氷期の個体に比べて小型であり、熱損失量を調整していたと思われる。
化石として発見されたものの中には小型亜種と大型亜種がおり、小型のものは草食性が強く、大型のものは肉食性が強かったことがわかっている。とくに小型のものは洞穴よりもステップを好み、草食への適応で裂肉歯が退化していた。最終氷期の個体は他のクマ類と異なりいくつかの小臼歯を失っており、最奥の臼歯が細長く尖っていた。
ゲノム解析により、ハイイログマと交配しており、現生のハイイログマにもホラアナグマの遺伝子を持つ個体が存在することが判明した。　

## 絶滅
2万4千年前に絶滅したと考えられるが、単一ではなくていくつかの絶滅理由が作用したものとされる。絶滅したのが最終氷期の最盛期と他の大型動物層よりも著しく早かったが、これに対して限定された食生活と分布が原因だとする説が発表された。しかしこの説への異論もあり、本種が絶滅以前に幾度かの気候変動を耐えてきていること、遺伝的多様性の減少が絶滅の遥か以前から始まっていたことから、気候変動による分布の喪失は絶滅とは無関係だとされている。また、ルーマニアで発見された骨から、これまでよりも幅広い食物を摂取していた可能性が浮上した。
人類による過剰狩猟説は、当時の人類の総人口の点から支持は少なかったが、洞窟への居住性から競争的関係にあったことが想定される。ヒグマと比較して壁画の数が少ないことから、人間が狩猟対象として重視していなかったと考える者もいる。しかしビヨルン・クルテンは氷河の進出以前から個体群の孤立化と減少が始まっていたと想定した。また、アルプス山脈よりも南に生息していた個体群は他の個体群よりもかなり後まで生存したと考えられる。
ホラアナグマが洞窟生活に特化していたため、冬季に洞窟を見つけられない個体が発生するために死亡率が高かったであろうこと、人類の増加と拡散によって食物や生息環境を巡る競争が激しさを増したであろうこと、およそ3万5千年前辺りから中央ヨーロッパにおいて本種の減少が著しいことなどから、人類との軋轢が絶滅に関与した可能性が示唆されている。

## 登場作品
- プレヒストリックパーク（第2回）: 冬眠の邪魔をしてしまった主人公ナイジェル・マーヴェンに襲いかかった。
- 今よみがえる 氷河期の動物たち（後編） : ホラアナライオンと激闘を繰り広げ、勝利した。
- 始原への旅だちシリーズ（大地の子エイラ）: ネアンデルタール人の氏族のトーテムとして畏れ崇められている。

## 写真

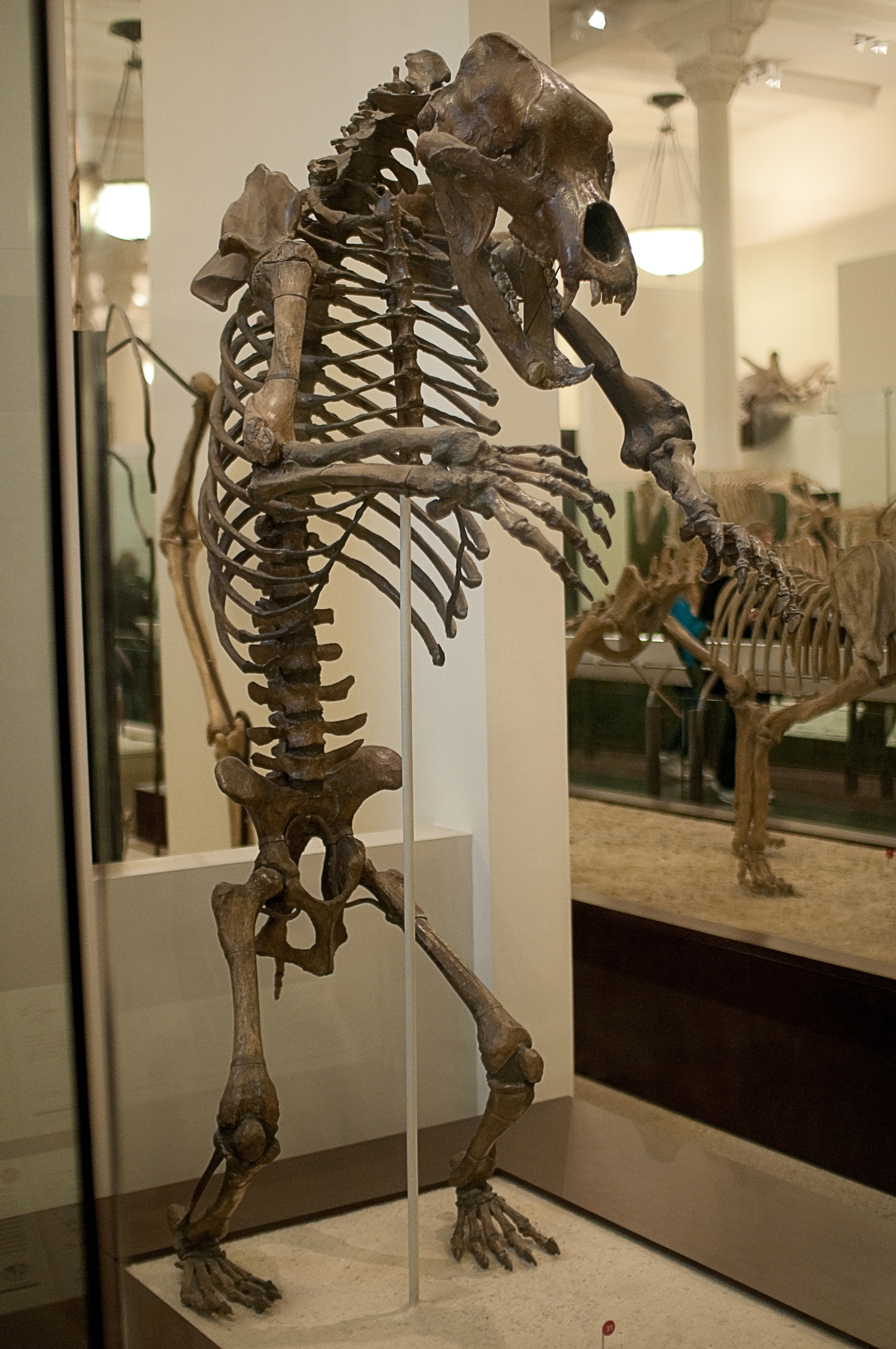
全身骨格
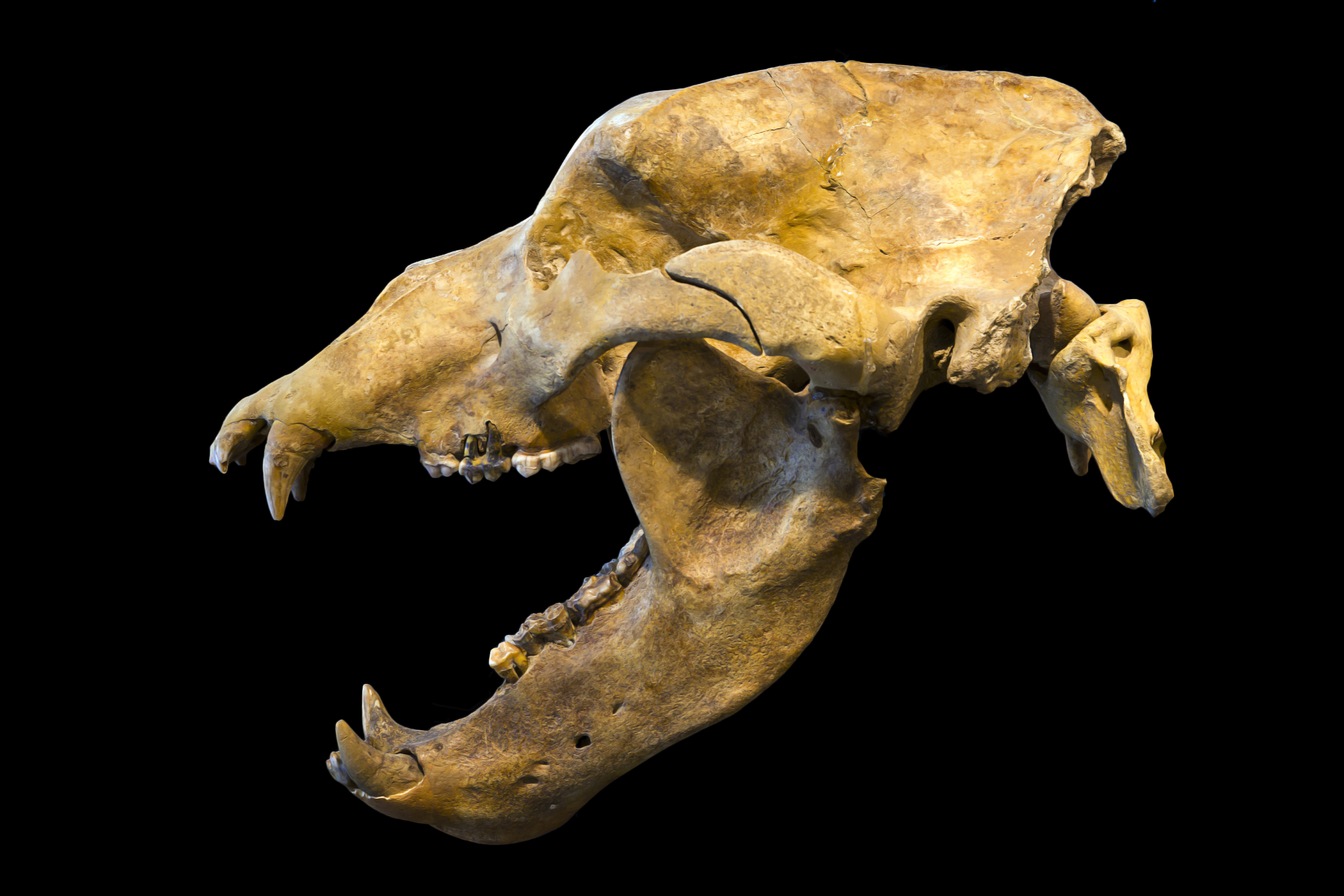
頭蓋骨